# Budapest (Freddy-Quinn-Lied)
Budapest ist ein deutschsprachiger Schlager von Michael Kunze und Joachim Heider, der 1982 vom österreichischen Sänger Freddy Quinn veröffentlicht wurde.

## Entstehung
Die Musik stammt von Joachim Heider und der Text von Michael Kunze. Bei der Gesellschaft für musikalische Aufführungs- und mechanische Vervielfältigungsrechte ist als Originalverlag der Esperanza Mv Frank Oldenburg e.K. und die Heider Music Production GmbH angegeben. Als Bearbeiter einer weiteren Version ist Heinz Schultze angegeben. Arrangeur des Stückls war Tibor Lévay.

## Liedtext
Das Lyrische Ich singt, dass „sie sich in Budapest auskannte“ und ihn „durch die Straßen und Museen führte.“ Ein Zigeuner spielte Violine und sie tranken Rotwein. „Sie nahm meine Hand und sagte: Lass mich morgen nicht allein. Und ich fühlte eine Trauer, die mich seither nicht verlässt. Jede Nacht höre ich den Klang von damals, wenn ich träum von Budapest.“ Budapest gab ihm „ein Gefühl, das die Zeit niemals zerstört.“ Es gebe kein Happy End, sondern es bliebe nur als Traum.

## Veröffentlichung
Das Lied war auf dem 1982 erschienenen Album Und darum bin ich heute wieder hier. Es erschien im Musiklabel Polydor unter der Nummer 2372 142 auf Schallplatte sowie unter der Nummer 3151 142 auf Kompaktkassette. Die Veröffentlichung geschah unter der Rechtegesellschaft Gesellschaft für musikalische Aufführungs- und mechanische Vervielfältigungsrechte. Unter dem Titel …und darum bin ich heute wieder hier wurde das Album auf Compact Disc in den Musiklabels Polydor und Electrola, jeweils unter der Nummer 06025 57777352, neu aufgelegt; diese Version beinhaltete vier Bonustitel. Das komplette Album Und darum bin ich heute wieder hier war auf der Album-Box 2, die 2017 als Boxset im Musiklabel Electrola unter der Nummer 06025 57777307 erschien.
Budapest war auf dem Kompilationsalbum Mit seinen größten Erfolgen – Von „Heimweh“ bis Heute, das auf Kompaktkassette unter der Polydor-Nummer 815 459-4 unter der Rechtegesellschaft Gesellschaft für musikalische Aufführungs- und mechanische Vervielfältigungsrechte erschien. Im Label Polydor erschien unter der Nummer 815 459-1 auch noch das Kompilationsalbum Mit seinen größten Erfolgen auf Schallplatte.